# Rinconada (Valparaiso)
Rinconada ist eine Stadt und Gemeinde in der Provinz Los Andes in der Región de Valparaíso in Chile. Bei der Volkszählung im Jahr 2017 hatte sie 10.207 Einwohner. Die Gemeinde erstreckt sich über eine Fläche von 122,5 km².
Im Jahr 2018 betrug die Zahl der in Rinconada registrierten Unternehmen 221.

## Geschichte
Mit Dekret vom 18. Januar 1897 erhielt es den Titel einer Stadt.
Seit der Erbauung des Heiligtums Santa Teresa de Los Andes im Auco-Sektor, in dem die sterblichen Überreste von Teresa de Los Andes ruhen, hat sich die Gemeinde zur spirituellen Hauptstadt Chiles entwickelt. Dies hat zu einem Anstieg der Tourismusentwicklung geführt.

## Bevölkerung
Laut der Volkszählung des Nationalen Statistikinstituts von 2002 hatte Rinconada 6692 Einwohner (3429 Männer und 3263 Frauen). Davon lebten 5727 (85,6 %) in städtischen Gebieten und 965 (14,4 %) in ländlichen Gebieten. Die Bevölkerung wuchs zwischen den Volkszählungen 1992 und 2002 um 16,1 % (927 Personen). Im Jahr 2017 zählte man 10.207 Personen.